# Pithecia aequatorialis
Pithecia aequatorialis là một loài động vật có vú trong họ Pitheciidae, bộ Linh trưởng. Loài này được Hershkovitz mô tả năm 1987.
Loài này được tìm thấy ở đông bắc Peru.

## Hình ảnh

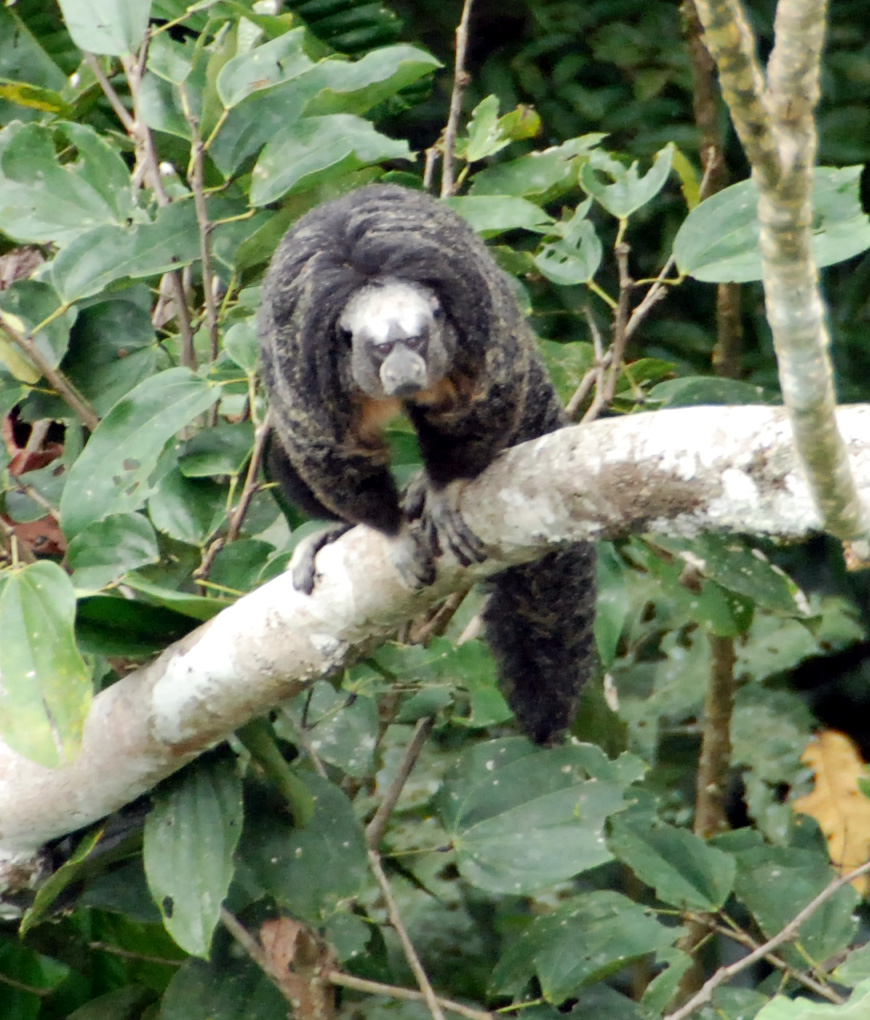
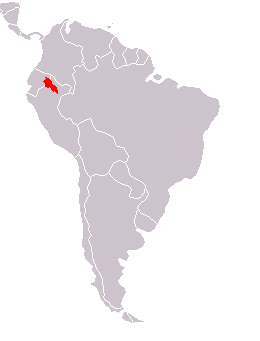